# Grandcamp-Maisy

Grandcamp-Maisy este o comună în departamentul Calvados, Franța. În 1 ianuarie 2022 avea o populație de 1.525 de locuitori.